# Anthony Dowell
Pour les articles homonymes, voir Dowell.
Sir Anthony Dowell est un danseur et chorégraphe britannique né à Londres le 16 février 1943. Fait commandeur de l'ordre de l'Empire britannique en 1972, il est alors le plus jeune danseur à être ainsi honoré.
Formé à la Royal Ballet School, il danse au Covent Garden Opera House en 1960, puis au Royal Ballet l'année suivante, dont il deviendra directeur artistique de 1986 à 2001. Entretemps, il se produit avec l'American Ballet Theatre, le Joffrey Ballet et le Ballet national du Canada.
En 1977, il apparait dans le rôle de Nijinski dans Valentino de Ken Russell, dans une scène remarquable du tango avec Rudolf Noureev qui joue Valentino,.